# SDCCU Stadium
SDCCU Stadium was een American footballstadion in San Diego (Californië). Het stadion opende zijn deuren in 1967. Vaste bespelers waren de Los Angeles Chargers. Tot 2003 speelde ook de honkbalclub San Diego Padres zijn wedstrijden in het stadion.
Het stadion is gesloten en afgebroken vanaf augustus 2020. De laatste fase van de sloop was in maart 2021.

## CONCACAF Gold Cup
Dit stadion is verschillende keren uitgekozen als gaststadion tijdens een toernooi om de Gold Cup, het voetbaltoernooi voor landenteams van de CONCACAF. Tijdens de CONCACAF Gold Cup van 1996, 2000 en 2017 was dit stadion een van de stadions zijn waar voetbalwedstrijden werden gespeeld. 
| 1  | 11 januari 1996  | Mexico – Saint Vincent en de Grenadines | 5 – 0 | Groepsfase   | 15.352 |  |  |
| 2  | 14 januari 1996  | Mexico – Guatemala                      | 1 – 0 | Groepsfase   | 32.571 |  |  |
| 3  | 19 januari 1996  | Mexico – Guatemala                      | 1 – 0 | Halve finale | 42.221 |  |  |
|    |                  |                                         |       |              |        |  |  |
| 4  | 13 februari 2000 | Mexico – Trinidad en Tobago             | 4 – 0 | Groepsfase   | 22.131 |  |  |
| 5  | 13 februari 2000 | Costa Rica – Canada                     | 2 – 2 | Groepsfase   | 22.131 |  |  |
| 6  | 20 februari 2000 | Costa Rica – Trinidad en Tobago         | 1 – 2 | Kwartfinale  | 18.062 |  |  |
| 7  | 20 februari 2000 | Mexico – Canada                         | 1 – 2 | Kwartfinale  | 18.062 |  |  |
| 8  | 24 februari 2000 | Colombia – Peru                         | 2 – 1 | Halve finale | 34.020 |  |  |
|    |                  |                                         |       |              |        |  |  |
| 9  | 9 juli 2017      | Curaçao – Jamaica                       | 0 – 2 | Groepsfase   | 53.133 |  |  |
| 10 | 9 juli 2017      | Mexico – El Salvador                    | 3 – 1 | Groepsfase   | 53.133 |  |  |